# Балмерей (Техас)
Балмерей (англ. Balmorhea) — місто (англ. city) в США, в окрузі Ривс штату Техас. Населення — 408 осіб (2020).

## Географія
Балмерей розташований за координатами 30°59′3″ пн. ш. 103°44′38″ зх. д. / 30.98417° пн. ш. 103.74389° зх. д. (30.984158, -103.743875).  За даними Бюро перепису населення США в 2010 році місто мало площу 1,00 км², уся площа — суходіл.

## Демографія
Згідно з переписом 2010 року, у місті мешкало 479 осіб у 167 домогосподарствах у складі 127 родин. Густота населення становила 478 осіб/км².  Було 215 помешкань (214/км²).
Расовий склад населення:
| - 84,6 % — білих - 1,9 % — чорних або афроамериканців - 1,0 % — азіатів - 0,6 % — корінних американців - 10,0 % — осіб інших рас |

До двох чи більше рас належало 1,9 %. Частка іспаномовних становила 83,7 % від усіх жителів.
За віковим діапазоном населення розподілялося таким чином: 31,9 % — особи молодші 18 років, 53,5 % — особи у віці 18—64 років, 14,6 % — особи у віці 65 років та старші. Медіана віку мешканця становила 33,8 року. На 100 осіб жіночої статі у місті припадало 97,9 чоловіків;  на 100 жінок у віці від 18 років та старших — 95,2 чоловіків також старших 18 років.
Середній дохід на одне домашнє господарство  становив 52 045 доларів США (медіана — 38 750), а середній дохід на одну сім'ю — 61 430 доларів (медіана — 42 344). Медіана доходів становила 38 750 доларів для чоловіків та 24 313 долари для жінок. За межею бідності перебувало 11,1 % осіб, у тому числі 16,6 % дітей у віці до 18 років та 16,0 % осіб у віці 65 років та старших.
Цивільне працевлаштоване населення становило 209 осіб. Основні галузі зайнятості: освіта, охорона здоров'я та соціальна допомога — 28,2 %, сільське господарство, лісництво, риболовля — 12,0 %, роздрібна торгівля — 10,0 %, оптова торгівля — 9,6 %.